# Tomas Oppus
Tomas Oppus è una municipalità di quinta classe delle Filippine, situata nella provincia di Leyte Meridionale, nella regione di Visayas Orientale.
Tomas Oppus è formata da 29 barangay:
- Anahawan
- Banday (Pob.)
- Biasong
- Bogo (Pob.)
- Cabascan
- Camansi
- Cambite (Pob.)
- Canlupao
- Carnaga
- Cawayan
- Higosoan
- Hinagtikan
- Hinapo
- Hugpa
- Iniguihan Pob. (Salvacion)

- Looc
- Luan
- Maanyag
- Mag-ata
- Mapgap
- Maslog
- Ponong
- Rizal
- San Agustin
- San Antonio
- San Isidro
- San Miguel
- San Roque
- Tinago